# جيرناد ميادي
جيرناد ميادي (بالإنجليزية: Jernade Meade)‏ (25 أكتوبر 1992 بلوتن في المملكة المتحدة - ) هو لاعب كرة قدم بريطاني في مركز الوسط. لعب مع سوانزي سيتي ونادي أرسنال ونادي لوتون تاون وسانت ألبانز سيتي وHadley F.C. ‏ ونادي إسكلستونا.

## وصلات خارجية
- جيرناد ميادي على موقع اتحاد السويد (السويدية)
- جيرناد ميادي على موقع قاعدة بيانات كرة القدم.إي يو (الإنجليزية)
- جيرناد ميادي على موقع Soccerbase.com (لاعب) (الإنجليزية)
- جيرناد ميادي على موقع Soccerway.com (الإنجليزية)
- جيرناد ميادي على موقع AS.com (الإسبانية)